# ميشيل آدم
ميشيل آدم (28 أغسطس 1968 أورليان فرنسا - ) هو لاعب كرة قدم هولندي، يلعب كمدافع كان متعاقدًا مع أدو دين هاغ.
بالإضافة إلى كرة القدم، فقد عمل في شركة بوست إن إل لأكثر من 25 عامًا. 